# Saint-Juéry (Aveyron)
Saint-Juéry é uma comuna francesa na região administrativa de Occitânia, no departamento de Aveyron. Estende-se por uma área de 29,01 km². Em 2010 a comuna tinha 292 habitantes (densidade: 10,1 hab./km²).